# Querocotillo (distrito)
Querocotillo é um distrito do Peru, departamento de Cajamarca, localizada na província de Cutervo.

## Transporte
O distrito de Querocotillo não é servido pelo sistema de estradas terrestres do Peru.